# C. S. Pacat
C. S. Pacat (geb. im 20. Jh. in Melbourne) ist eine australische Schriftstellerin.

## Leben
Pacat ist gebürtige Australierin. Nach dem Tod ihres italienischen Vaters, als sie fünf Jahre alt war, zog ihre Mutter sie allein in Carlton, einem Stadtteil der australischen Stadt Melbourne, auf.
Mit 19 Jahren zog Pacat für fünf Jahre nach Japan und arbeitete für lokale Verlage. Durch ihren Japanaufenthalt lernte sie, fließend Japanisch zu sprechen, obwohl sie nur rudimentäre Kenntnisse der japanischen Sprache besessen hatte, als sie nach Japan kam. Pacat studierte an der Universität Melbourne Geologie und arbeitete währenddessen als Übersetzerin. Im Studium schrieb sie bereits an den ersten beiden Bänden ihrer Die-Prinzen-Trilogie, die sie schon während ihres Japanaufenthaltes geplant hatte, und widmet sich seit Abschluss des Geologiestudiums vollständig dem Schreiben.
Pacat identifiziert sich als queer und nichtbinär. C. S. Pacat ist ein Künstlername; ihren tatsächlichen Namen gibt die Autorin nicht preis. Sie lebt und arbeitet in Melbourne.

## Literarische Karriere
Pacat veröffentlichte nach und nach online kostenlos ihren Debütroman Der verschollene Prinz und schließlich 2013 den vollständigen Roman als E-Book, da sie zunächst keinen Verlag fand, der ihr Buch veröffentlichen wollte. Nachdem der Roman mehr als 15 Millionen Aufrufe erhalten hatte und eine positive Rezension in der Zeitung USA Today erschienen war, wurden mehrere Verlage auf die Autorin aufmerksam. Mit Penguin Books schloss Pacat daraufhin einen Vertrag über eine dreiteilige Buchreihe ab. Der zweite Teil der Trilogie erschien 2015 und der finale dritte Band im Jahr 2016.
2017 veröffentlichte Pacat den ersten Band der Comic-Buchreihe Fence, der durch die Künstlerin Johanna the Mad bebildert wurde. Die Reihe spielt in einer Jungeneliteschule für Fechtsport und behandelt neben der sportlichen Karriere der Hauptfigur Nicholas auch Romanzen unter den Schülern. Fence erhielt 2019 eine Nominierung für den GLAAD Media Award.
Dark Rise, der erste Teil einer neuen Buchreihe von Pacat, erschien im Herbst 2021.
Pacat fokussiert sich auf die Thematik homosexuelle Romanze, da ihrer Ansicht nach dieses Genre insbesondere im Bereich Fantasy-Literatur zu unterrepräsentiert sei.

## Bibliografie

### Ins Deutsche übersetzt
- Die-Prinzen-Trilogie:
  - Die Prinzen (in einem Band), dt. von Viola Siegemund  und Melike Karamustafa, Heyne Verlag, München 2017. ISBN 978-3-641-19930-2.
    - Der verschollene Prinz, dt. von Viola Siegemund, Heyne Verlag, München 2015. ISBN 978-3-453-31608-9.
    - Das Duell der Prinzen, dt. von Viola Siegemund, Heyne Verlag, München 2016. ISBN 978-3-641-15522-3.
    - Die Rückkehr des Prinzen, dt. von Melike Karamustafa, Heyne Verlag, München 2017. ISBN 978-3-641-18528-2.
- Dark Rise, dt. von Anika Klüver, LYX, Köln 2022. ISBN 978-3-7363-1824-3.
- Dark Heir, dt. von Anika Klüver, LYX, Köln 2024. ISBN  978-3-7363-1868-7.

### Nicht in deutscher Sprache erschienen
- Fence (Comic-Buchreihe):
  - Fence #1 (15. November 2017)
  - Fence #2 (20. Dezember 2017)
  - Fence #3 (17. Januar 2018)
  - Fence #4 (21. Februar 2018)
  - Fence #5 (18. April 2018)
  - Fence #6 (16. Mai 2018)
  - Fence #7 (20. Juni 2018)
  - Fence #8 (18. Juli 2018)
  - Fence #9 (15. August 2018)
  - Fence #10 (26. September 2018)
  - Fence #11 (31. Oktober 2018)
  - Fence #12 (28. November 2018)